# Burschenschaft Teutonia Jena
La Burschenschaft Teutonia Jena est une association étudiante obligatoire à Iéna. Elle succède directement à l'Urburschenschaft fondée le 12 juin 1815.

## Histoire
Le 28 janvier 1840, la confrérie d'Iéna se divise finalement en Burschenschaft auf dem Fürstenkeller et en Burschenschaft auf dem Burgkeller. Le premier adopte plus tard le nom de Jenaische Burschenschaft Germania (de), le second le nom de Burschenschaft Arminia auf dem Burgkeller. Au cours des années suivantes, d'autres mouvements d'adhésion ont lieu. Il y a un désaccord entre les membres de la fraternité d'Iéna sur la direction de la fraternité, c'est pourquoi, le 28 février 1845, la Burschenschaft Teutonia est la troisième fraternité à être fondée, composée principalement de membres de la fraternité Burgkeller. Leur dernier locuteur est le premier locuteur de la Teutonia.
Le 18 mai 1861, les fraternités Teutonia Jena et Germania Erlangen (de) fondent le cartel sud-allemand (de) (SK), rejointes par Allemannia Heidelberg (de), Germania Tübingen (de) et Allemannia auf dem Pflug zu Halle. Celle-ci et ses fraternités membres appartiennent à la Convention des Députés Généraux (ADC), qui devient plus tard la Fraternité allemande (de) (DB).
Le Convent des députés d'Iéna a pris une direction antisémite depuis les années 1870. Lorsqu' Otto Lubarsch (de) s'installe à Iéna au cours du semestre d'été 1881, Teutonia ne lui donne son ruban qu'à contrecœur et parce qu'elle y est obligée en tant que fraternité SK. À la fin du semestre, il est conseillé à Lubarsch de quitter Iéna et de démissionner de Teutonia, ce qu'il fait. En conséquence, les militants prennent rapidement la décision de ne plus accepter de Juifs à l’avenir. Après les protestations des anciens dirigeants et des cartels, la décision est révisée et Teutonia doit également retirer son consentement à la décision identique du Jenenser DC. Cependant, il est désormais de notoriété publique que les Juifs ne sont pas les bienvenus en Teutonia
74 membres sont morts pendant la Première Guerre mondiale . Au cours du semestre d'hiver 1930/31, Teutonia compte 29 actifs, 65 inactifs et 395 anciens. Le 12 novembre 1934, le cartel sud-allemand se retire de la Fraternité allemande. Teutonia devient alors membre de l'Ancienne fraternité (de). Cependant, malgré la pression croissante des nationaux-socialistes, la Teutonia refuse de devenir une camaraderie et doit se dissoudre le 2 novembre 1935. Seule l'association des anciens continue d'exister. Il rejoint d'abord l'ancienne fraternité de la camaraderie du Schleswig du Nord, l'ancienne fraternité du cartel Teutonia Kiel, avant de décider de fonder sa propre camaraderie Auf der Tanne à Iéna en 1942, qui ne démarre cependant plus d'activités actives. 54 membres sont morts pendant la Seconde Guerre mondiale.

## Couleur
Le Teutonia porte les couleurs bleu royal, blanc et or avec des percussions dorées dans le bandeau et le bonnet bleu.

## Membres notables
- Michael Albert (de) (1836–1893), écrivain et poète transylvanien
- Dietrich Allers (de) (1910–1975), juriste
- Heinrich Altvater (de) (1842–1913), juriste et président du tribunal régional supérieur de Rostock (de)
- Franz Arndt (1848–1917), théologien et pasteur
- Bernhard Baatz (1910–1978), SS-Obersturmbannführer
- Gustav Bellermann (de) (1838–1918), enseignant et auteur
- Bruno Berlet (de) (1825–1892), enseignant et écrivain voyageur des Monts Métallifères
- Erich Berlet (de) (1860–1936), pédagogue et chercheur en histoire locale
- Gustav Julius Berlet (de) (1834–1901), homme politique, administrateur de l'arrondissement d'Hildburghausen (de)
- Hermann Brückner (de) (1834–1920), juge au tribunal impérial
- Max Burgmann (de) (1844–1929), juriste et maire de Schwerin
- Friedrich Busch (de) (1844–1916), chirurgien et dentiste
- Otto Büsing (de) (1837–1916), député du Reichstag
- Wilhelm Casper (de) (1902–1999), administrateur militaire
- Bernhard Dommes (de) (1832–1916), homme politique et propriétaire d'un manoir, député à la Chambre des représentants de Prusse
- Gustav Drechsler (de) (1833–1890), agronome, professeur d'université, député de la Chambre des représentants de Prusse, député au Reichstag
- Otto Dresel (de) (1824–1881), révolutionnaire allemand, juriste, journaliste et homme politique américain, député de la Chambre des représentants de l'Ohio
- Heinrich von Eggeling (de) (1838–1911), conservateur de l'université d'Iéna, citoyen d'honneur d'Iéna
- Rudolf Ehwald (de) (1847–1927), bibliothécaire, historien et philologue classique
- Bernhard Erdmannsdörffer (de) (1833–1901), historien
- Otto Fischer (de) (1861–1916), physiologiste et mathématicien
- Werner Fischer-Defoy (de) (1880–1955), médecin et fonctionnaire médical, directeur du service de santé de Francfort
- Eduard Francke (de) (1842–1917), député du Reichstag
- Arthur Johannes Gaitzsch (de) (1879–1951), maire de Taucha et de Pirna
- Heino Goepel (de) (1833–1896), médecin
- Stefan Gruhner (de) (né en 1984), président de la Junge Union en Thuringe, député du parlement régional de Thuringe
- Adolf von Heerwart (de) (1828–1899), homme politique, conseiller d'État secret, plénipotentiaire suppléant auprès du Bundesrat
- Bruno Henneberg (de) (1830–1899), député de la Chambre des députés de Prusse et du parlement provincial du Schleswig-Holstein
- Richard Hoffmann (de) (1863–1939), médecin
- Volkmar Hopf (de) (1906–1997), administrateur de l'arrondissement de Franzburg-Barth, secrétaire d'État au ministère fédéral de la Défense et président de la Cour fédérale des comptes
- Georg Ludwig von Hoppenstedt (de) (1830–1894), conseiller économique d'État
- Alfred Hüthig (de) (1900–1996), éditeur
- Curt Joël (1865–1945), ministre de la Justice du Reich
- Max Jordan (1837–1906), historien de l'art
- Fritz Jungherr (de) (1879–1948), juriste et administrateur de l'arrondissement de Gera (de)
- Edmund Kamm (de) (1825–1895), président du tribunal régional à Mosbach et Constance, député de la première chambre de l'assemblée des États de Bade
- Franz Wilhelm Kieling (de) (1902–1953), juriste administratif et maire de Bad Oldesloe
- Wilhelm Kircher (de) (1831–1901), juriste, maire et député du Reichstag
- Hartmann Kleiner (de) (né en 1942), juriste d'association
- Erich Kreutz (de) (1884–1943), homme politique, maire de Brandebourg-sur-la-Havel et de Cottbus
- Ernst Krüger (de) (1867–1926), juriste et homme politique (DVP), député du parlement du Mecklembourg-Schwerin
- Hans Krüger (de) (1902–1971), chef de bloc du NSDAP, chef de section locale du NSDAP, juge. Plus tard, député CDU au Bundestag ; à partir d'octobre 1963, ministre fédéral des personnes déplacées, des réfugiés et des victimes de la guerre
- Rolf Lechner (de) (né en 1942), juriste d'entreprise, entrepreneur
- Carl Liebe (de) (1854–1912), administrateur de l'arrondissement de Greiz (de), président du parlement de Greiz (de)
- Wilhelm Liebenam (de) (1859–1918), historien de l'Antiquité
- Otto Liebmann (1840–1912), philosophe
- Otto Lubarsch (de) (1860–1933), pathologiste et professeur d'université
- Ernst Mantius (de) (1838–1897), maire de la ville de Bergedorf
- Georg Mantius (de) (1870–1924), député et vice-président de la Bürgerschaft de Hambourg
- Ferdinand Meister (de) (1828–1915), philologue classique et professeur de lycée
- Ewald Meltzer (de) (1869–1940), médecin
- Hans-Joachim von Merkatz (1905–1982), homme politique (DP/CDU), ministre fédéral de différents ministères
- Otto Model (de) (1884–1964), juriste et auteur
- Willy Mücke (de) (1888–1968), médecin-amiral de la Kriegsmarine
- Otto Muther (de) (1832–1881), député du parlement de Cobourg (de)
- Theodor Muther (de) (1826–1878), juriste et historien
- Ernst Nonne (de) (1826–1895), vice-président du parlement de Saxe-Meiningen (de)
- Carl Oeste (de) (1832–1898), maire de Vacha, député au parlement du grand-duché de Saxe-Weimar-Eisenach (de)
- Karl Pabst (de) (1835–1910), homme politique, maire de Weimar
- Adolph Phillips (de) (1845–1886), journaliste et homme politique (DFP), rédacteur en chef du Volkszeitung et député au Reichstag
- Friedrich Edmund Pilling (de) (1830–1907), président du tribunal régional et député du parlement du duché de Saxe-Altenbourg (de)
- Karl Pilling (de) (1863–1930), philologue classique et professeur de lycée
- Bruno Radwitz (de) (1895–1953), maire de Naumbourg
- Alfred Richter (de) (1890–1959), écrivain
- Fritz Rödiger (de) (1824–1909), publiciste, fondateur d'entreprise
- Wilhelm Roßmann (de) (1832–1885), historien de l'art, éducateur de princes et auteur de théâtre
- Kurt von Sanden (de) (1842–1901), propriétaire de manoir et député de la Chambre des représentants de Prusse
- Joseph Victor von Scheffel (1826–1886), poète et écrivain
- Rudolf Scheller (de) (1822–1900), entrepreneur et fabricant de produits alimentaires/soupes
- Albert Schmidt (de) (1850–1919), juriste et administrateur de l'arrondissement de Cobourg
- Franz Schönemann (de) (1868–1953), maire d'Helmstedt et député du parlement brunswickois (de)
- Werner Schotte (de) (1835–1910), administrateur de l'arrondissement de Beckum (de) et de l'arrondissement de Schleusingen
- Richard Schroeder (de) (1856–1908), maire de Stargard
- Johannes Martin Schupp (de) (1883–1947), écrivain
- Karl Friedrich Schwanitz (de) (1823–1903), juge et érudit, député au parlement du grand-duché de Saxe-Weimar-Eisenach
- Ernst Stegmann (de) (1870–1955), maire d'Apolda
- Hugo Stöckel (de) (né en 1874), juge et homme politique, député du parlement de la principauté Reuss branche cadette (de) et secrétaire adjoint
- Wilhelm Thomas (de) (1834–1897), juriste et homme politique (DFP), député du Reichstag
- Richard Tuercke (de) (1862–1930), administrateur de l'arrondissement de Rotenburg-sur-la-Fulda (de), député de la Chambre des représentants de Prusse
- Gustav von Tungeln (de) (1835–1903), fermier et député du Reichstag
- Emil Venske (de) (1847–1915), administrateur de l'arrondissement de Tuchel et de l'arrondissement de Dantzig-Haut (de)
- Richard Ludwig Venus (de) (1835–1873), juriste et homme politique, député du parlement de Saxe-Weimar-Eisenach
- Ernst August Otto Versmann (de) (1823–1889), pharmacien, député de la Bürgerschaft de Hambourg
- Oskar Vogt (1870–1959), neurologue
- Otto Weidner (de) (1875–1953), juriste et administrateur de l'arrondissement d'Ohrdruf (de)
- Adalbert Welcker (de) (1838–1911), deuxième maire de Nordhausen, premier maire de Weißenfels, maire d'Eisleben
- Kurt Witthauer (de) (1865–1911), médecin interne
- Gustav Wittmer (de) (1834–1917), historien de l'art et écrivain
- Georg Wolfram (1858–1940), historien et archiviste
- Ernst Wilhelm Wreden (de) (1926–1997), historien étudiant et fonctionnaire de la Burschenschaft
- Karl Zeuner (de) (1824–1859), enseignant et député au parlement de Reuss branche cadette

Annuaire des membres :
- Willy Nolte (de) (dir.): Burschenschafter-Stammrolle. Verzeichnis der Mitglieder der Deutschen Burschenschaft nach dem Stande vom Sommer-Semester 1934. Berlin 1934. p. 1056–1057.